# Vuelta a España
Vuelta a España, Spanien runt, är ett cykellopp i Spanien. Det är, vid sidan av Tour de France och Giro d'Italia, ett av de tre stora etapploppen inom cykelsporten i världen (Grand Tours).
Vuelta a España är inte det första etapploppet i Spanien; det är Katalonien runt som första gången arrangerades 1911. Vuelta a España hade premiär 1935 och har sedan dess avgjorts årligen, med några undantag. Tävlingen ställdes in 1937–1940 (spanska inbördeskriget), 1943–1944 (andra världskriget) samt 1949 och 1951–54.
Premiäråret 1935 deltog 50 cyklister, som framför sig hade 3 411 kilometer fördelade på endast 14 etapper, alltså en genomsnittlig dagsetapp på nära 244 kilometer. Numera är tävlingen uppdelad på 21 etapper, sammanlagt omfattande cirka 3 100 kilometer. Tidigare genomfördes loppet i april och maj, men sedan 1995 har det körts i augusti och september. Målgången är av tradition förlagd till huvudstaden Madrid, men 2014 hade loppet målgång i Santiago de Compostela.
Den cyklist som är i den sammanlagda ledningen under tävlingen bär en röd tröja, motsvarigheten till den gula ledartröjan i Tour de France och den rosa tröjan i Giro d’Italia. Liksom i de övriga stora etapploppen finns i Vuelta a España också en bergspristävling och en poängtävling, vilka också har särskilda tröjor (vit med blå prickar respektive grön), så att den längs vägen mycket stora publiken ska kunna känna igen ledarna, samt en lagtävling (den sammanlagda tiden för lagets tre främsta i etapp för etapp).
I etapploppet har också, från 1975 till 2018, funnits en kombinationstävling (vit tröja) som baserades på lägst sammanlagd placeringssiffra i total-, bergspris- och poängtävlingarna. Den vita ledartröjan övergick 2019 till ledaren av den ungdomstävling som infördes 2017 (de två första åren utan speciell tröja).

## Resultatlista[4]
| År   | Segrare                     | Tvåa                      | Trea                  |
| ---- | --------------------------- | ------------------------- | --------------------- |
| 1935 | Gustaaf Deloor              | Mariano Cañardo           | Antoine Dignef        |
| 1936 | Gustaaf Deloor              | Alfons Deloor             | Antonio Bertola       |
| 1941 | Julián Berrendero           | Fermin Trueba             | José Jabardo          |
| 1942 | Julián Berrendero           | Diego Chafer              | Antonio-Andres Sancho |
| 1945 | Delio Rodríguez             | Julián Berrendero         | Juan Gimeno           |
| 1946 | Dalmacio Langarica          | Julián Berrendero         | Jan Lambrichs         |
| 1947 | Edward Van Dyck             | Manuel Costa              | Delio Rodríguez       |
| 1948 | Bernardo Ruiz               | Emilio Rodríguez          | Bernardo Capó         |
| 1950 | Emilio Rodríguez            | Manuel Rodríguez          | José Serra            |
| 1955 | Jean Dotto                  | Antonio Jiménez           | Raphaël Géminiani     |
| 1956 | Angelo Conterno             | Jesús Loroño              | Raymond Impanis       |
| 1957 | Jesús Loroño                | Federico Bahamontes       | Bernardo Ruiz         |
| 1958 | Jean Stablinski             | Pasquale Fornara          | Fernando Manzaneque   |
| 1959 | Antonio Suárez              | José Segu                 | Rik Van Looy          |
| 1960 | Frans De Mulder             | Armand Desmet             | Miguel Pacheco        |
| 1961 | Angelino Soler              | François Mahé             | José Pérez Francés    |
| 1962 | Rudi Altig                  | José Pérez Francés        | Seamus Elliott        |
| 1963 | Jacques Anquetil            | José Martín Colmenarejo   | Miguel Pacheco        |
| 1964 | Raymond Poulidor            | Luis Otaño                | José Pérez Francés    |
| 1965 | Rolf Wolfshohl              | Raymond Poulidor          | Rik Van Looy          |
| 1966 | Francisco Gabica            | Eusebio Vélez             | Carlos Echevarría     |
| 1967 | Jan Janssen                 | Jean-Pierre Ducasse       | Aurelio González      |
| 1968 | Felice Gimondi              | José Pérez Francés        | Eusebio Vélez         |
| 1969 | Roger Pingeon               | Luis Ocaña                | Marinus Wagtmans      |
| 1970 | Luis Ocaña                  | Agustín Tamames           | Herman Van Springel   |
| 1971 | Ferdinand Bracke            | Wilfried David            | Luis Ocaña            |
| 1972 | José Manuel Fuente          | Miguel María Lasa         | Agustín Tamames       |
| 1973 | Eddy Merckx                 | Luis Ocaña                | Bernard Thévenet      |
| 1974 | José Manuel Fuente          | Joaquim Agostinho         | Bernard Thévenet      |
| 1975 | Agustín Tamames             | Domingo Perurena          | Miguel María Lasa     |
| 1976 | José Pesarrodona            | Luis Ocaña                | José Nazabal          |
| 1977 | Freddy Maertens             | Miguel María Lasa         | Klaus Peter Thaler    |
| 1978 | Bernard Hinault             | José Pesarrodona          | Jean-René Bernaudeau  |
| 1979 | Joop Zoetemelk              | Francisco Galdós          | Michel Pollentier     |
| 1980 | Faustino Rupérez            | Pedro Torres              | Claude Criquielion    |
| 1981 | Giovanni Battaglin          | Pedro Muñoz               | Vicente Belda         |
| 1982 | Marino Lejarreta            | Michel Pollentier         | Sven-Åke Nilsson      |
| 1983 | Bernard Hinault             | Marino Lejarreta          | Alberto Fernández     |
| 1984 | Éric Caritoux               | Alberto Fernández         | Raimund Dietzen       |
| 1985 | Pedro Delgado               | Robert Millar             | Pacho Rodríguez       |
| 1986 | Álvaro Pino                 | Robert Millar             | Sean Kelly            |
| 1987 | Luis Herrera                | Raimund Dietzen           | Laurent Fignon        |
| 1988 | Sean Kelly                  | Raimund Dietzen           | Anselmo Fuerte        |
| 1989 | Pedro Delgado               | Fabio Parra               | Óscar Vargas          |
| 1990 | Marco Giovannetti           | Pedro Delgado             | Anselmo Fuerte        |
| 1991 | Melchor Mauri               | Miguel Indurain           | Marino Lejarreta      |
| 1992 | Tony Rominger               | Jesús Montoya             | Pedro Delgado         |
| 1993 | Tony Rominger               | Alex Zülle                | Laudelino Cubino      |
| 1994 | Tony Rominger               | Mikel Zarrabeitia         | Pedro Delgado         |
| 1995 | Laurent Jalabert            | Abraham Olano             | Johan Bruyneel        |
| 1996 | Alex Zülle                  | Laurent Dufaux            | Tony Rominger         |
| 1997 | Alex Zülle                  | Fernando Escartín         | Laurent Dufaux        |
| 1998 | Abraham Olano               | Fernando Escartín         | José María Jiménez    |
| 1999 | Jan Ullrich                 | Igor González de Galdeano | Roberto Heras         |
| 2000 | Roberto Heras               | Ángel Casero              | Pavel Tonkov          |
| 2001 | Ángel Casero                | Óscar Sevilla             | Levi Leipheimer       |
| 2002 | Aitor González              | Roberto Heras             | Joseba Beloki         |
| 2003 | Roberto Heras               | Isidro Nozal              | Alejandro Valverde    |
| 2004 | Roberto Heras               | Santiago Pérez            | Francisco Mancebo     |
| 2005 | Roberto Heras               | Denis Mensjov             | Carlos Sastre         |
| 2006 | Aleksandr Vinokurov         | Alejandro Valverde        | Andrey Kashechkin     |
| 2007 | Denis Mensjov               | Carlos Sastre             | Samuel Sánchez        |
| 2008 | Alberto Contador            | Levi Leipheimer           | Carlos Sastre         |
| 2009 | Alejandro Valverde          | Samuel Sánchez            | Cadel Evans           |
| 2010 | Vincenzo Nibali             | Peter Velits              | Joaquím Rodríguez     |
| 2011 | Juan José Cobo Chris Froome | Bradley Wiggins           | Bauke Mollema         |
| 2012 | Alberto Contador            | Alejandro Valverde        | Joaquím Rodríguez     |
| 2013 | Chris Horner                | Vincenzo Nibali           | Alejandro Valverde    |
| 2014 | Alberto Contador            | Chris Froome              | Alejandro Valverde    |
| 2015 | Fabio Aru                   | Joaquím Rodríguez         | Rafał Majka           |
| 2016 | Nairo Quintana              | Chris Froome              | Esteban Chaves        |
| 2017 | Chris Froome                | Vincenzo Nibali           | Ilnur Zakarin         |
| 2018 | Simon Yates                 | Enric Mas                 | Miguel Ángel López    |
| 2019 | Primož Roglič               | Alejandro Valverde        | Tadej Pogačar         |
| 2020 | Primož Roglič               | Richard Carapaz           | Hugh Carthy           |
| 2021 | Primož Roglič               | Enric Mas                 | Jack Haig             |
| 2022 | Remco Evenepoel             | Enric Mas                 | Juan Ayuso            |
| 2023 | Sepp Kuss                   | Jonas Vingegaard          | Primož Roglič         |
| 2024 | Primož Roglič               | Ben O'Connor              | Enric Mas             |

### Totalsegrare mer än en gång
4 segrar
 Roberto Heras
 Primož Roglič
3 segrar
 Tony Rominger
 Alberto Contador
2 segrar
 Gustave Deloor
 Julian Berrendero
 José Manuel Fuente
 Alex Zülle
 Bernard Hinault
 Chris Froome

### Flest etappsegrar[8]
Flest etapper har vunnits av (till och med 2024):
39  Delio Rodríguez
20  Alessandro Petacchi
18  Rik Van Looy
18  Laurent Jalabert
16  Sean Kelly
Den nordiske cyklist med flest etappsegrar (till och med 2024) är dansken Magnus Cort med 6 etappsegrar.
Till och med 2024 har flest etapper vunnits av Spanien (555 segrar), följt av Belgien (236), Italien (187), Frankrike (123) och Nederländerna (115). Bland nordiska länder återfinns Danmark (25), Norge (5) och Sverige (2).